# Buick Excelle
De Buick Excelle (Chinees: 别克凯越) is een wagen van het Amerikaanse merk Buick die exclusief voor de Chinese automarkt wordt geproduceerd. 

## Eerste generatie
De eerste generatie ging in 2003 voor het eerst in productie en was gebaseerd op de Daewoo Lacetti. De wagen was verkrijgbaar als sedan, stationwagen en als hatchback, waarbij de laatste werd verkocht onder de naam Excelle HRV. 

## Tweede generatie

### Excelle XT
De Excelle XT ging in januari 2010 in productie en is, op de grille en de logo's na, identiek aan de Opel Astra J. De XT is de hatchback-uitvoering van de Excelle. 

### Excelle GT
De Excelle GT ging een jaar na de XT pas in productie. De GT is de sedan-uitvoering van de Excelle en werd samen ontworpen met de Buick Verano, waarbij de Verano exclusief verkrijgbaar is op de Noord-Amerikaanse automarkt.